# Französische Badmintonmeisterschaft 1955
Die Französische Badmintonmeisterschaft 1955 fand in Paris statt. Es war die sechste Austragung der nationalen Titelkämpfe im Badminton in Frankreich.

## Titelträger
| Disziplin    | Sieger                         |
| ------------ | ------------------------------ |
| Herreneinzel | Henri Pellizza                 |
| Dameneinzel  | Régina Augry                   |
| Herrendoppel | Henri Pellizza Maurice Mathieu |
| Damendoppel  | Yvonne Girard Mireille Laurent |
| Mixed        | Henri Pellizza Noëlle Ailloud  |